# Palermo (Montevideo)
Palermo es uno de los 62 barrios oficialmente reconocidos de Montevideo, capital de Uruguay. Limita al norte con el barrio Cordón, al este con Parque Rodó, al oeste con Barrio Sur, y al sur con la costa sobre el Río de la Plata.
Se encuentra en el Municipio B del Departamento de Montevideo, y se caracteriza por ser, junto al Barrio Sur, el centro de las celebraciones del Carnaval montevideano, al ser el lugar donde se realiza anualmente el Desfile de llamadas.Toma su nombre de la ciudad italiana homónima.
En el barrio tienen sede organizaciones como la Asociación Latinoamericana de Integración, y la Unión Postal de las Américas, España y Portugal, así como las embajadas de Alemania y los Estados Unidos.

## Historia

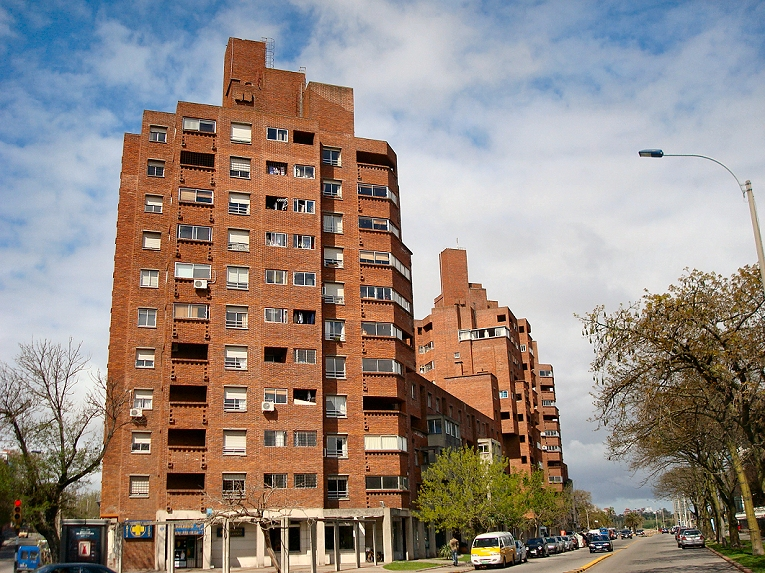
Conjunto Habitacional Rambla.

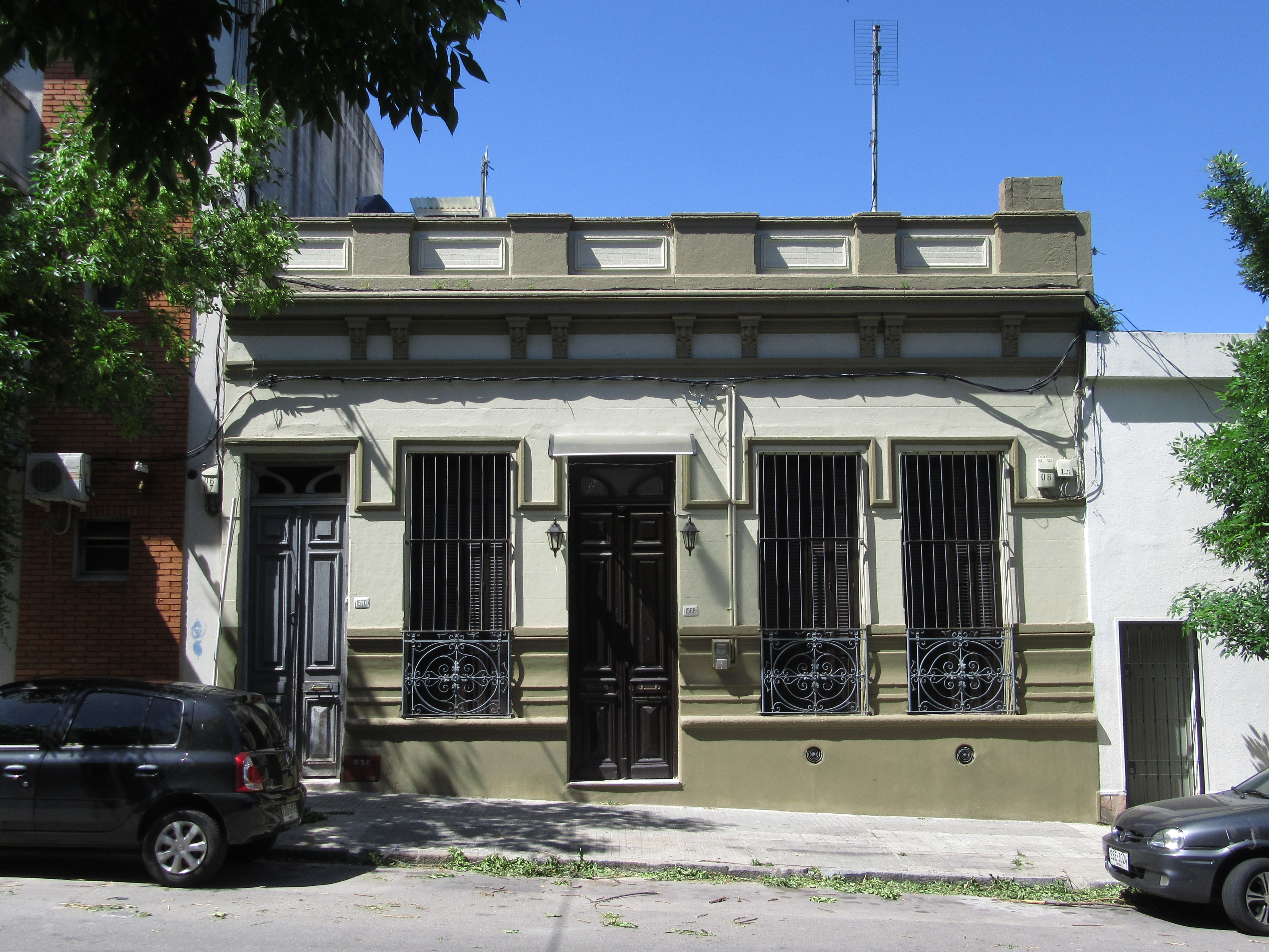
Fachadas de las casas en la calle San Salvador.

El barrio nació en la segunda mitad del siglo XIX, con la expansión de la ciudad tras la demolición de las murallas. La zona recibió el nombre de Palermo debido a la existencia en la década de 1860 de un pequeño comercio propiedad de una familia de inmigrantes sicilianos, cuyo letrero rezaba: «Almacén de Comestibles de la Nueva Ciudad de Palermo».
El barrio fue residencia de numerosos inmigrantes italianos, españoles, y judíos, así como de otras partes de Europa, que llegaron en grandes cantidades a la ciudad hasta las primeras décadas del siglo XX. Tras la abolición de la esclavitud, Palermo también fue poblado por un importante número de afrouruguayos. Estos habitaban en conventillos, viviendas colectivas desde las cuales preservaron sus tradiciones y rituales, lo que dio origen al candombe, razón por la cual el barrio se convirtió en el centro de la actividad carnavalera.
En la década de 1880 se construyó la zona residencial de Reus al Sur; se trató de una iniciativa del empresario de origen español Emilio Reus, quien también construyó Reus al Norte, sector urbano del barrio Villa Muñoz.Hasta la década de 1930, el barrio poseía una plaza de costas al Río de la Plata, sin embargo, con la construcción de la Rambla Sur fue retirada y su masa de agua desplazada hacia el actual límite costero. Por este motivo, más de la mitad del barrio es terreno ganado al mar.
Durante décadas funcionó la fábrica de jabones Strauch y Cía. En 2013 se comenzó la demolición para construir un complejo habitacional.

## Deporte
En fútbol, su equipo representativo es Central Español, cuya primera cancha tuvo lugar en el barrio Punta Carretas. El otro gran equipo representativo es Mar de Fondo, club que surgió en dicho barrio.
Por el lado del Básquetbol, el Club Atenas, denominado las Alas negras, que posee su cancha en las inmediaciones de Cebollatí y Santiago de Chile, llamada Antonio María Borderes.
Otro club representativo es Mar de Fondo, de larga trayectoria en A.U.F. 
El club Don Bosco Baby Fútbol es una institución que refleja la historia del barrio y los valores de este. Con sus 50 años recibe a cientos de niños y niñas que comienzan a apasionarse con el fútbol.
También hay que tener en cuenta el Club Social y Deportivo "Enrique Lopez" con una gran tradición futbolística en categorías infantiles y una no menos importante actividad social/barrial en su sede.

## Sitios de interés

### Templos

#### Iglesia de San Antonio y Santa Clara

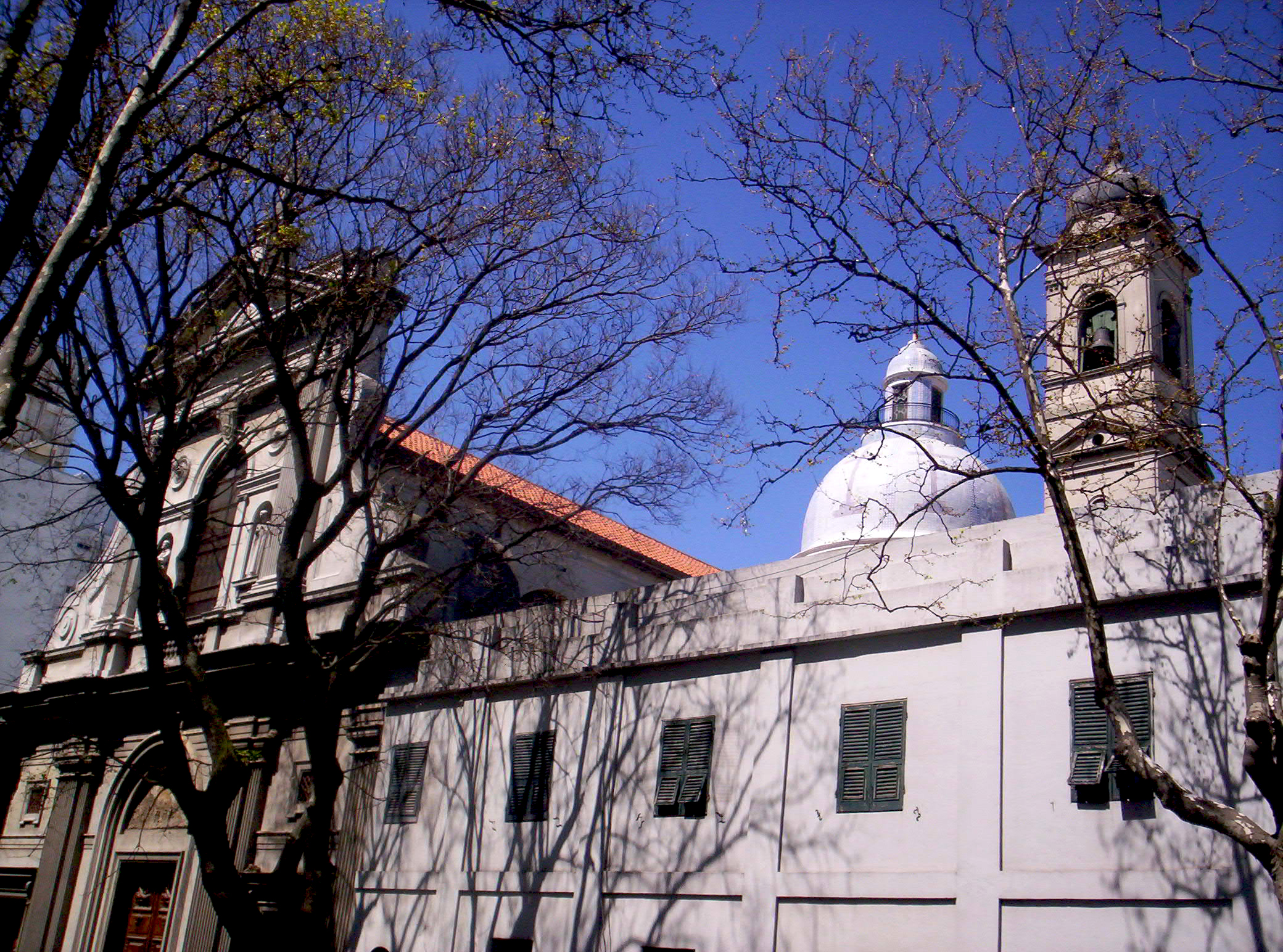
Iglesia de los Capuchinos

Conocido popularmente como «Capuchinos», es un templo católico inaugurado en 1880 de estilo neobarroco, con fachada de estilo renacentista. Su interior se forma de tres naves en forma de cruz latina, mientras que el altar, originario de Génova, Italia fue elevado en 1883. El templo cuenta además, con un órgano de tubo construido en 1924.

#### Parroquia Nuestra Señora del Huerto y San José
Inaugurada en 1890 como capilla anexa al Asilo de Huérfanos y Expósitos Dámaso Antonio Larrañaga, dirigida por la congregación de las Hijas de María Santísima del Huerto.

### Parques y plazas

#### Plaza Alemania
En 2019 fue inaugurada después de una remodelación llevada a cabo por Rafael Viñoly.

### Otros sitios de interés

#### Escuela de Artes y Oficios
Edificio de estilo ecléctico, fue construido en la década de 1870 durante el militarismo para albergar la Escuela Nacional de Artes y Oficios, un centro disciplinario para educar a jóvenes con problemas de conducta y delincuentes juveniles. Desde 1942 alberga la sede central de la Universidad del Trabajo del Uruguay, sucesora de la anterior institución.

#### Edificio ALADI

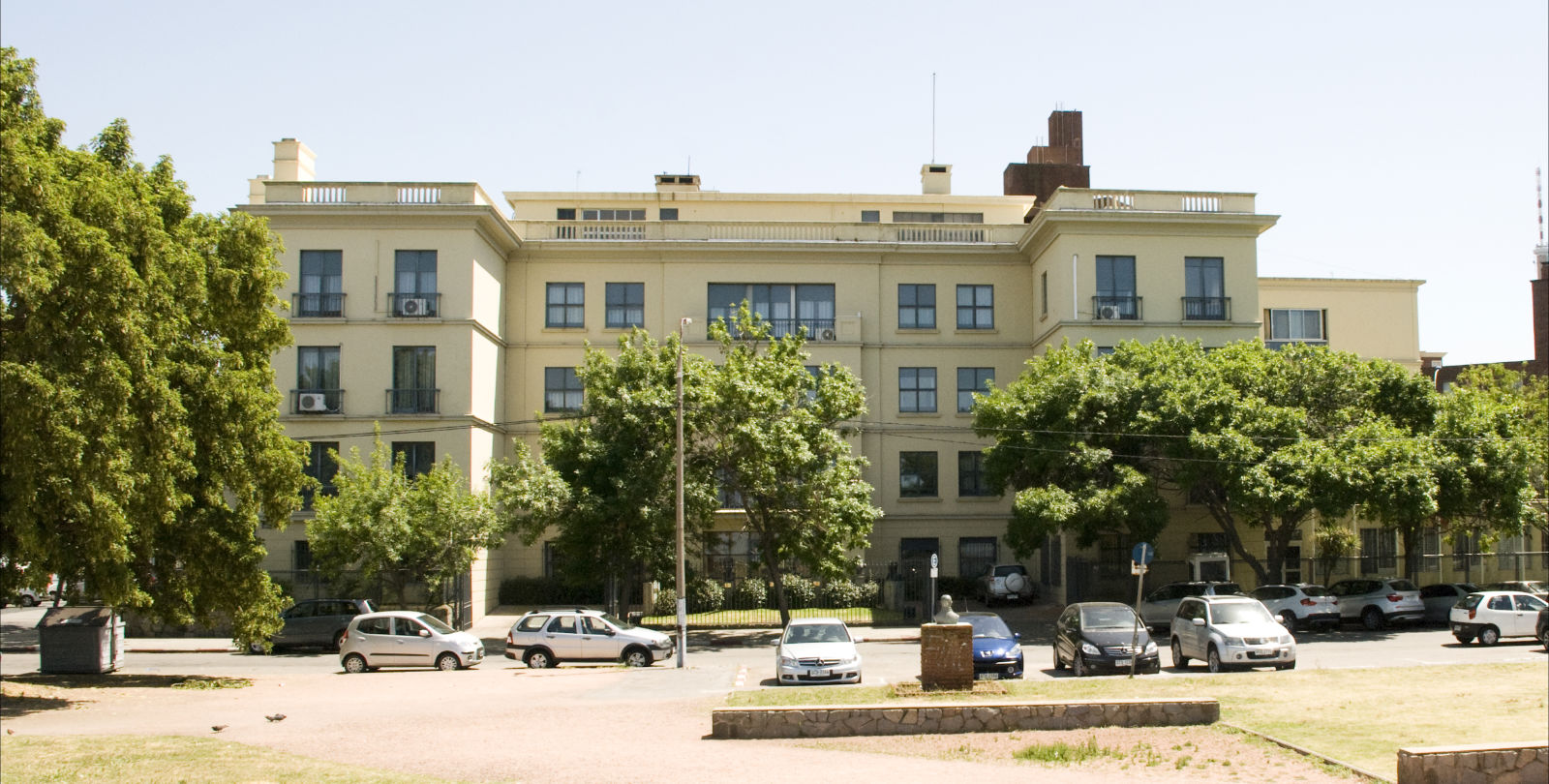
Sede de la ALADI

Sede de la Asociación Latinoamericana de Integración (ALADI) fue construido en 1951 como residencia particular sobre un terreno ganado al mar. En 1964 fue adquirido por la Asociación Latinoamericana de Libre Comercio, que hasta entonces funcionaba en el Victoria Plaza.Con el paso del tiempo el edificio sufrió de varias ampliaciones.